# 中嶋英一
中嶋 英一（なかじま えいいち、1927年〈昭和2年〉1月17日 - 2004年〈平成16年〉11月25日）は、日本の元男子フェンシング選手。元日本フェンシング協会会長。宮城県出身。

## 経歴
1927年1月17日、宮城県栗原郡若柳町にて誕生。宮城県築館中学校（現在の宮城県築館高等学校）に進学した。中嶋は走ることが子供の頃から好きであったため、中学校では陸上部へ入部する。中学校卒業後は明治大学へと入学。明治大学にて友人にフェンシングを誘われ当日明治大学にコーチをしていた森寅雄から「足が良いし、反射神経も中々良いぞ」と褒められ、その後本格的にフェンシング選手へとなった。明治大学に在学中チームの中心選手として活躍後、東北フェンシング連盟会長、日本フェンシング協会副会長などを経て、1999年から2002年に日本フェンシング協会会長を務めた。
2004年11月25日午前1時、急性心不全のため仙台市泉区の病院にて死去。77歳没。